# Ботинешти (Тимиш)
Ботинешти (рум. Botinești) насеље је у Румунији у округу Тимиш у општини Барна. Oпштина се налази на надморској висини од 263 m.

## Прошлост
Први помен насеља је из 1514. године, а посед је Хуњадијев. По протеривању Турака из Баната 1717. године ту је пописано 15 домова.
Аустријски царски ревизор Ерлер је 1774. године констатовао да место припада Сарачком округу, Лугожког дистрикта. Становништво је било претежно влашко. Када је 1797. године пописан православни клир ту је био један свештеник. Парох поп Паскул Јовановић (рукоп. 1789) служио се само румунским језиком.
По "Румунској енциклопедији" место је током 19. века било посед витеза Србина, Николе Маленице. Његови потомци су били власници до 1880. године

## Становништво
Према подацима из 2002. године у насељу је живело 214 становника.

### Попис2002.
| Расподела становништва по националности 2002.‍ | Расподела становништва по националности 2002.‍ | Расподела становништва по националности 2002.‍ | Расподела становништва по националности 2002.‍ | Расподела становништва по националности 2002.‍ |
| --------------------------------------------- | --------------------------------------------- | --------------------------------------------- | --------------------------------------------- | --------------------------------------------- |
|                                               |                                               |                                               |                                               |                                               |
| Румуни                                        | Румуни                                        |                                               | 176                                           | 82,2%                                         |
| Украјинци                                     | Украјинци                                     |                                               | 38                                            | 17,8%                                         |